# Mester Zsolt (író)

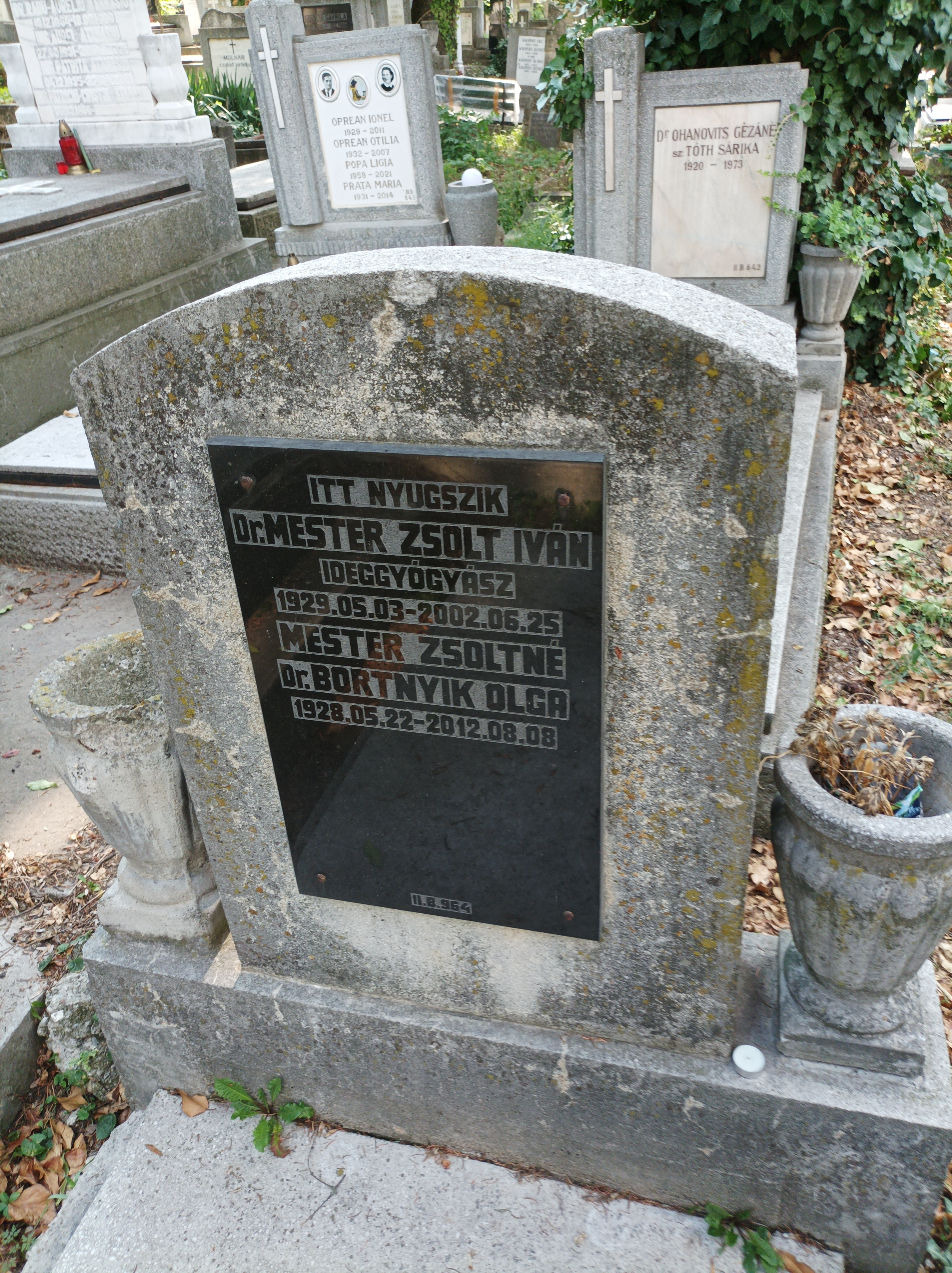
Sírja a Házsongárdi temetőben

Mester Zsolt Iván (Marosvásárhely, 1929. május 3. – Pilisborosjenő, 2002. június 25.) romániai magyar orvos, ideggyógyász, orvosi szakíró, regényíró, Mester Gábor orvos fia.

## Élete és munkássága
Középiskolai tanulmányait a kolozsvári református kollégiumban kezdte, az utolsó két évet a szilágysomlyói Állami Gimnáziumban végezte 1947-ig. Orvosi oklevelet 1953-ban a marosvásárhelyi Orvosi és Gyógyszerészeti Intézet (OGYI) általános orvosi szakán szerzett, majd 1957-ben ideg-elmegyógyászati szakképesítést kapott Bukarestben. Eközben  1953–56-ban Küküllőváron körorvosként, illetve 1957 és 1966 között Dicsőszentmártonban, majd 1967 és 1986 között Tordán ideggyógyászati szakorvosként dolgozott egészen betegnyugdíjazásáig.
Első írása a Dolgozó Nő című folyóiratban jelent meg 1971-ben. Orvosi szakcikkeit társszerzőként az Acta Neurologica Belgica (1958), valamint a Studii şi Cercetări de Inframicrobiologie (1968) közölte. Ismeretterjesztő orvosi cikkeivel magyarul a Korunk, az Előre, A Hét és a Szatmári Hírlap című újságok hasábjain jelentkezett az 1970-es évek során.
Meglepetést keltett a Koppantó című regényével, mely Bukarestben jelent meg 1979-ben és a szerző gyermekkori élményeire alapoz. A Szilágysomlyón játszódó munka 1989-ben változatlan kiadásban a budapesti Magvető Könyvkiadónál is megjelent. Panek Zoltán fülszövegben közölt méltatása szerint „a pontos, világos, már-már könyörtelen ábrázolás részletessége rendkívül feszültté és izgalmassá teszi a regényt”. A kötet Cheile címmel a Kriterion Könyvkiadó kiadásában, Livia Bacâru fordításában 1985-ben románul is megjelent. A kritika elismeréssel figyelt fel a szerző Erika című novellájára is, ez az Igaz Szó Legyünk humorunknál, derűtől borúig című antológiájában látott napvilágot 1982-ben.
A nyolcvanas években eladta kolozsvári házát, Nagyvárad mellé Váradszentmártonba költözött. A rendszerváltozás után a Sulyok István Református Főiskola (a Partiumi Keresztény Egyetem elődje) rektora volt három éven át. Betegsége miatt fiához költözött Magyarországra. Ott hunyt el 2002 június végén. Hamvait július 15-én helyezték örök nyugalomra Kolozsváron.